# Paul von Lettow-Vorbeck

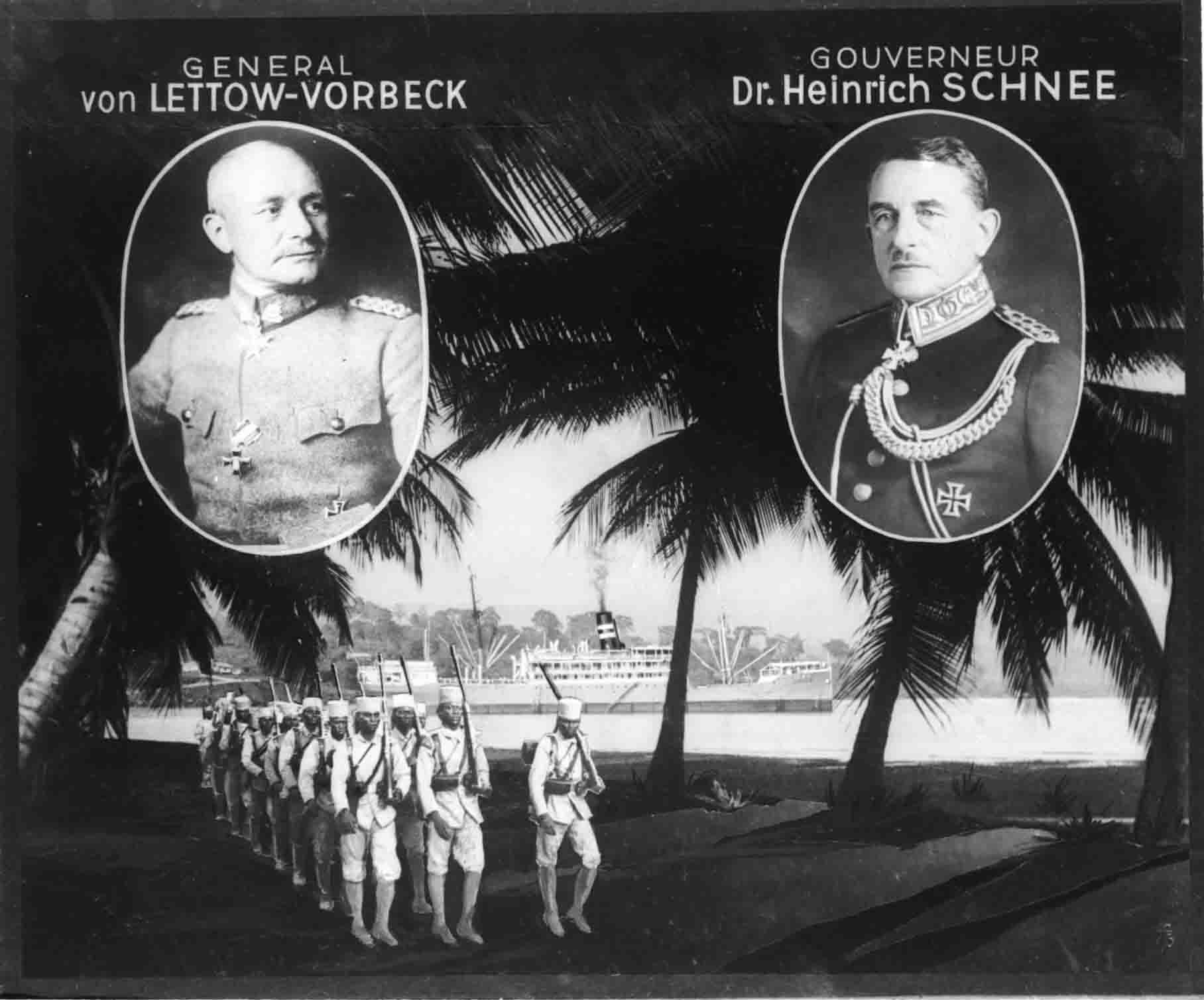
Fotomontage: Paul von Lettow-Vorbeck (links) met gouverneur Heinrich Schnee (rechts) van Duits-Oost-Afrika

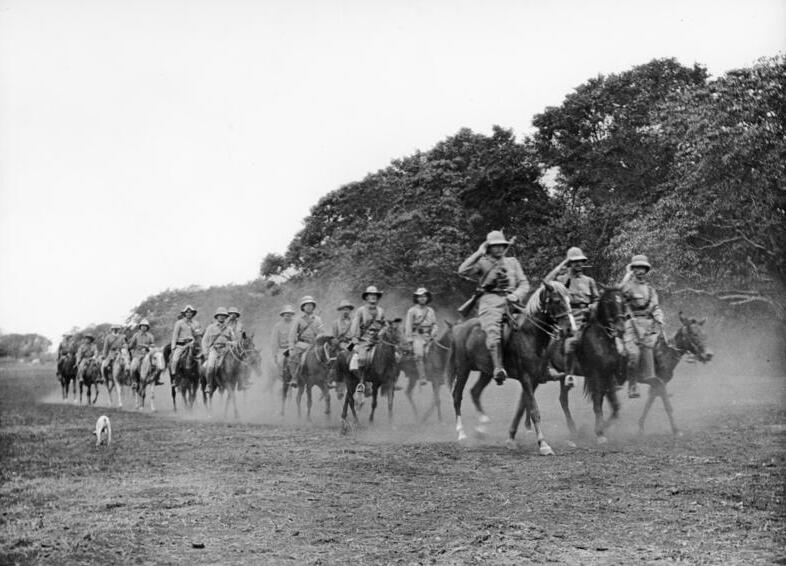
Gerekruteerde burgers

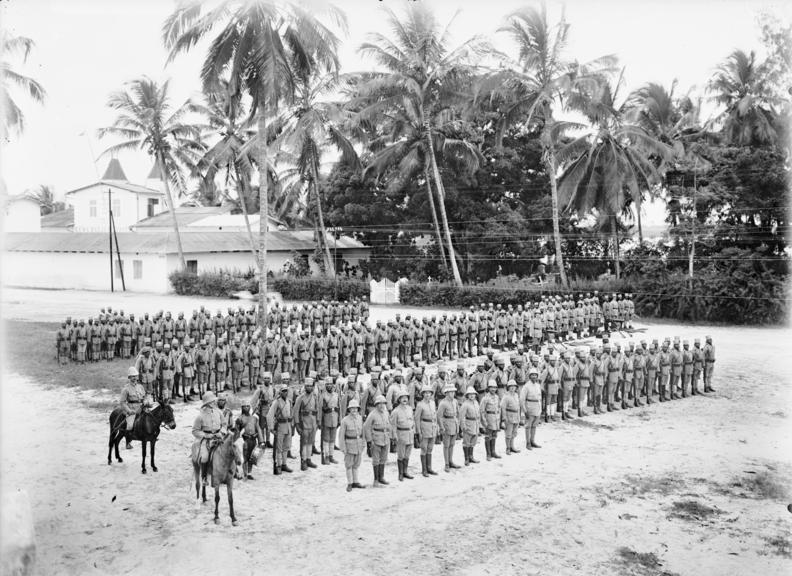
Askari's

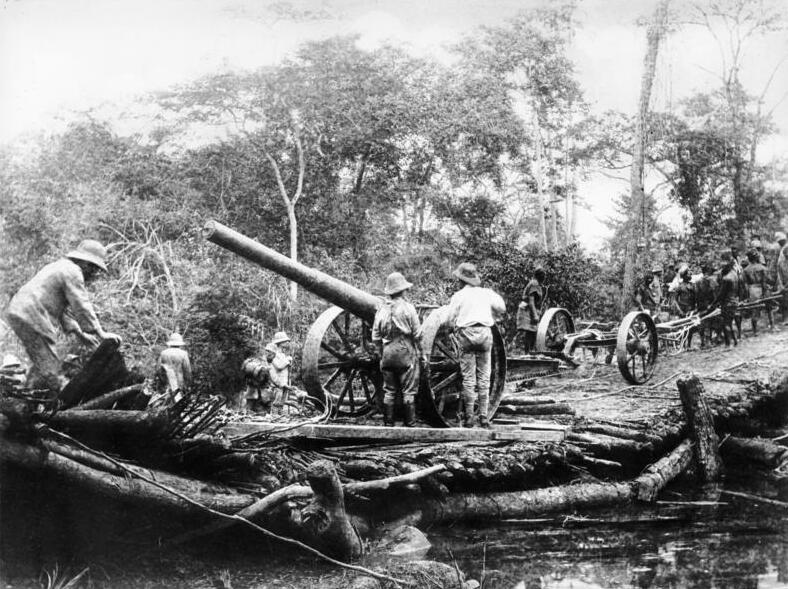
Een van de kanonnen van de Königsberg

Paul Emil von Lettow-Vorbeck (Saarlouis, 20 maart 1870 - Hamburg, 9 maart 1964) was een Duits generaal die grote bekendheid kreeg in de Eerste Wereldoorlog toen Duits-Oost-Afrika binnen werd gevallen door geallieerde troepen.
Von Lettow-Vorbeck was bevelhebber van de Duitse troepen in deze Duitse kolonie en wist met een leger van ongeveer 2000 man, inclusief veel inheemse soldaten (die hij ook deels had opgeleid), een leger van ongeveer 100.000 man gedurende vier jaar lang bezig te houden.
De Saksische koning benoemde hem tot ridder in de exclusieve Militaire Orde van Sint-Hendrik.

## Eerdere militaire loopbaan
In 1900 nam Von Lettow-Vorbeck deel aan de internationale expeditie die de Boxer-opstand in China bestreed. Van 1904 tot 1906 was hij in Duits-Zuidwest-Afrika (thans Namibië) betrokken bij het bestrijden van de opstand van de Herero's en Hottentotten. Van 1907 tot 1913 was hij in Duitsland gelegerd. Eind 1913 kreeg hij het bevel over de Schutztruppen (het koloniale leger) in Duits-Kameroen. Nog voor zijn vertrek werd dit gewijzigd: hij diende het bevel over de Schutztruppen in Duits-Oost-Afrika op zich te nemen, waar bij op 13 april 1914 arriveerde.

## Activiteiten in de Eerste Wereldoorlog
Bij het uitbreken van de Eerste Wereldoorlog in augustus 1914 was Von Lettow-Vorbeck commandant van een troepenmacht die bestond uit enkele honderden Duitse officieren en manschappen, gerekruteerde burgers, en enkele duizenden lokale troepen, aangeduid als Askari's (Swahili voor "soldaat"). Duits-Oost-Afrika was omringd door vijandelijk gebied: Brits-Oost-Afrika (thans Kenia) in het noorden, Belgisch-Congo (thans Congo) in het westen, Noord-Rhodesië (thans Zambia) in het zuidwesten en Portugees-Oost-Afrika (thans Mozambique) in het zuiden.
Schnee, de gouverneur van Duits-Oost-Afrika, was voorstander van een neutraliteitspolitiek ten opzichte van de omringende landen; Von Lettow-Vorbeck, formeel zijn ondergeschikte, stond een meer agressieve houding voor. Het Verenigd Koninkrijk nam echter het initiatief met een landing bij Tanga door Britse en Brits-Indische troepen op 1 december 1914. Deze landing werd een fiasco voor de Britten, die reeds op 6 december terugtrokken: de Duitse troepen kregen de beschikking over een grote hoeveelheid uitrusting.
Von Lettow-Vorbeck besloot een guerrillaoorlog te voeren teneinde zo veel mogelijk Britse troepen in Afrika vast te pinnen. Voor zijn uitrusting en munitie bleef hij grotendeels afhankelijk van hetgeen hij op de vijand kon buitmaken. Slechts eenmaal slaagde een Duits bevoorradingsschip, de Maria von Stettin, erin door de blokkades heen te breken. (De wapens werden aangevuld met gedemonteerd geschut van de Duitse kruiser Königsberg, die in november 1914 was uitgeweken naar de delta van de Rufiji, en daar de facto was opgesloten. Tevens werd een deel van de bemanning van de Königsberg aan de troepen van Von Lettow-Vorbeck toegevoegd.)
In de loop van de Eerste Wereldoorlog voerde Von Lettow-Vorbeck een zeer mobiele campagne, waarmee hij een groot aantal Britse en Zuid-Afrikaanse troepen (onder bevel van Jan Smuts) van de Europese slagvelden wist af te houden. De veldtochten van Von Lettow-Vorbeck leidden echter in de door hem doorkruiste gebieden tot hongersnood, daar hij de voor zijn troepen (en hun dragers) benodigde voedselvoorraden eenvoudig plunderde. Hij legde in de loop van de oorlog vele duizenden kilometers af. Zijn troepen kwamen in het noorden van Duits-Oost-Afrika (met expedities op Brits grondgebied), diep in Portugees-Oost-Afrika en in het noorden van Noord-Rhodesië.
Hij gaf zich pas op 25 november 1918 over, 2 weken na de Duitse capitulatie. Von Lettow won nog een treffen bij de Kasama op 13 november, twee dagen na het ondertekenen van wapenstilstand. Eerst toen hoorde Von Lettow van een gevangengenomen Britse ordonnans dat er een wapenstilstand zou zijn gesloten.
Er volgden onderhandelingen en de Britten boden Von Lettow op 14 november een eervolle overgave aan die hij accepteerde. Op 25 november 1918 kwam formeel een einde aan de strijd in Duits-Oost-Afrika.
De gehele troepenmacht van Von Lettow trok op die datum de Noord-Rhodesische plaats Abercorn binnen. Zijn officieren, dertig in getal, onder wie zich ook ex-gouverneur Schnee bevond, werden aan de Britse brigadegeneraal W.F.S. Edwards voorgesteld. Als bewijs van achting voor hun dappere tegenstand, mochten de officieren hun wapens behouden. Ook de Askari soldaten legden hun geweren neer en marcheerden ordelijk naar het krijgsgevangenkamp waar zij werden ondergebracht. Toen pas werd het duidelijk tegen welk een kleine Duitse troepenmacht de geallieerden hadden gestreden. De troep telde op dat moment nog 30 Duitse officieren, 125 Duitse onderofficieren en manschappen, 1168 Askari, 1522 dragers en enige honderden vrouwen. De Spaanse griep zou uiteindelijk nog 11 slachtoffers eisen.
Het was voor de Britten onbegrijpelijk dat Von Lettow in staat was geweest om met zijn kleine troepenmacht in de Afrikaanse jungle zo lang strijd te leveren tegen meer dan 100.000 man geallieerde troepen. Naar schatting heeft deze oorlog in Afrika de geallieerden meer dan 200 miljoen pond sterling gekost, alsmede het verlies van duizenden manschappen, die sneuvelden of omkwamen door ziekten. (Noot: volgens sommige schattingen zouden alleen al 12.000 Zuid-Afrikanen zijn omgekomen.)
De Britten waren niet haatdragend. Zo was kort na oorlog generaal Von Lettow-Vorbeck in Londen als eregast aanwezig op een reünie van oud-strijders, die allen in Duits Oost-Afrika tot zijn tegenstanders hadden behoord. Hier toonde men een oprechte bewondering voor de moed en de prestaties van deze man die ruim vier jaar lang uit handen wist te blijven van een numeriek sterkere geallieerde tegenstander.

## Latere loopbaan
Na zijn terugkeer in Duitsland in maart 1919 werd Von Lettow-Vorbeck als een held onthaald, met een parade in Berlijn. Hij werd gezien als "de enige Duitse generaal die zich niet had overgegeven". In de tumultueuze periode voorafgaande aan de Weimar-republiek raakte Von Lettow-Vorbeck betrokken bij een aantal conservatieve groeperingen, onder meer als commandant van een Freikorps. Naar aanleiding hiervan werd hij in 1920 uit het leger ontslagen. Hij schreef in 1920 zijn memoires, Meine Erinnerungen aus Ostafrika. Van 1928 tot 1930 was hij lid van de Reichstag voor de (extreem-)rechts-conservatieve Deutschnationale Volkspartei (DNVP). Na de machtsovername door de nazi's trachtten deze van zijn nog steeds grote populariteit te profiteren. Hij wees diverse hem aangeboden posten echter af. In 1938 werd hij -ondanks zijn gevorderde leeftijd- wederom in het leger aangesteld; hij vervulde daarin geen militaire taken meer. Opmerkelijk is dat Von Lettow-Vorbeck bevriend raakte, en bleef, met zijn twee voornaamste tegenstanders: de Zuid-Afrikaanse generaal Smuts en de Britse inlichtingenofficier Meinertzhagen.

## Militaire loopbaan
- Kadett: 1881[5][6]
- Portepee-Fähnrich: 1 februari 1888[2]
- Sekonde-Lieutenant: 7 februari 1888[6]
- Premier-Lieutenant: 30 mei 1895[6]
- Hauptmann: 23 maart 1899[6]
- Major: 22 maart 1907[6]
- Oberstleutnant: 1 oktober 1913[6]
- Oberst: 18 augustus 1915[6]
- Generalmajor: 29 oktober 1917[6]
- Generalmajor a.D.: 15 mei 1920[2]
- Charakter Generalleutnant: 20 oktober 1920
- General der Infanterie: 27 augustus 1939[6][7] (Tannenberg bevordering)

## Decoraties
- Pour le Mérite op 4 november 1916[6][8]
  - Eikenloof op 10 oktober 1917[6][8]
- Ridder in de Militaire Orde van Sint-Hendrik op 30 januari 1920
- Grootkruis in de Huisorde en Orde van Verdienste van Hertog Peter Friedrich Ludwig